# Chronologie vivante
Chronologie vivante est une nouvelle d’Anton Tchekhov, parue en 1885.

## Historique
Chronologie vivante est initialement publiée dans la revue russe Les Éclats, no 8, du 23 février 1885, sous le pseudonyme A.Tchékhonté. 
C’est une nouvelle féroce.

## Résumé
Charamykine, conseiller d’état dans la table des rangs, discute après dîner devant un bon feu avec son ami Lopnev, vice-gouverneur. Il y a là les quatre enfants de Charamykine : Nadia, douze ans ; Nina, dix ans ; Kolia, sept ans et Vania cinq ans. Sa femme Anioutotchka lit dans la pièce à côté.
Te rappelles-tu quand ce ténor italien habitait en ville ?  Anioutotchka l’appréciait tant qu’elle lui avait fait avoir le théâtre ; c’était quand Anioutotchka ? Si Nina a dix ans, cela doit faire moins de onze ans.
Te souviens-tu également du ténor léger qui venant dans notre ville, il venait chanter tous les jours chez nous, quand cela était ce ? Ah oui, si Nadia a douze, cela doit faire douze et dix mois. Quelle belle ville nous avions à l’époque.
Et puis, quand Anioutotchka s’était occupée des officiers turcs prisonniers ; cela était quand ? Si Kolia a sept, cela doit faire un peu plus, dit-il en regardant Kolia son fils qui a les cheveux noirs et le teint bistré.
Et Lopnev de finir : « Eh oui, quand j’aidais ta femme à organiser les soirées de bienfaisance, si Vania a cinq ans, cela doit faire un peu plus, nous avions plus d’ardeur à l’époque ».

## Édition française
- Chronologie vivante, traduit par Édouard Parayre, in Œuvres I, Paris, Éditions Gallimard, coll. « Bibliothèque de la Pléiade » no 197, 1968  (ISBN 978-2-07-0105-49-6).